# Leptoses
Leptoses é um gênero de mariposa pertencente à família Crambidae.